# عمارت دادگستری شهرستان هود
عمارت دادگستری شهرستان هود (به انگلیسی: Hood County Courthouse) عمارتی تاریخی در شهر گرنبری از شهرستان هود، تگزاس است.
این بنا در سال ۱۸۹۰ ساخته گردید و معمار آن W.C. Dodson بود و امروزه یک میراث فرهنگی معماری تگزاس محسوب می‌گردد.